# Paul et Barnabé à Lystre
Paul et Barnabé à Lystre est un tableau peint sur feuille de cuivre par l'artiste flamand Adriaen van Stalbemt.
Le tableau fait partie de la collection du musée Städel de Francfort-sur-le-Main, en Allemagne.

## Sujet
La scène représentée est issue des Actes des Apôtres.
Au cours de leur voyage missionnaire à travers l'Asie Mineure, les apôtres Paul et Barnabé arrivent dans la ville de Lystre, où un homme estropié entend Paul prêcher. Paul regarde l'infirme dans les yeux, y voit la semence de la foi et ordonne à l'homme de se lever, ce qu'il fait.
Les témoins du miracle supposent que les étrangers sont des dieux. Paul doit être Hermès et Barnabé Zeus.
Immédiatement, les Grecs se préparent à apporter des offrandes à leurs dieux, mais Paul et Barnabé expliquent qu'ils ne sont que de simples mortels et refusent d'être traités comme des idoles. Ils encouragent les Lystres à se convertir au monothéisme.
D'autres artistes ont représenté cet épisode, tels que : Raphaël, Bartholomeus Breenbergh, Hans Vredeman de Vries, Gillis Mostaert ou Willem de Poorter.

## Description
Le peintre représente une foule rassemblée autour d'un autel païen. L'arrière-plan est une vue urbaine avec un bâtiment complètement obscurci occupant la partie supérieure droite de l'image. Les apôtres se tiennent dos à dos. Paul fait un geste, pointant son doigt vers le haut. Plusieurs prêtres en habit de cérémonie tiennent un bœuf blanc orné de fleurs. Le prêtre agenouillé tient l'encensoir. Plusieurs personnages représentés se parlent. Plusieurs hommes portent une coiffe orientale, comme le personnage en tunique rouge dans le coin inférieur gauche, avec un turban vert sur la tête. Il y a des bûches devant l'autel. Le peintre a utilisé un fort contraste entre les plans gauche et droit, l'un en pleine lumière, l'autre dans l'ombre. Van Stalbemt était un peintre paysagiste. Paul et Barnabé à Lystre est un paysage humain dans lequel la richesse des costumes des personnages représentés remplace la couleur de la nature.